# Stephan Dorschner
Stephan Dorschner (* 1964) ist seit 2001 Professor für Theorie und Praxis der Pflege an der Ernst-Abbe-Fachhochschule Jena. Er arbeitete zuvor drei Jahre als Professor an der Fachhochschule in Aargau in der Schweiz.
Stephan Dorschner studierte nach einer Krankenpflegeausbildung zunächst Medizinpädagogik (Berufliche Fachrichtung: Pflege des gesunden und kranken Menschen) an der Martin-Luther-Universität Halle-Wittenberg und Politikwissenschaft, Soziologie, Erziehungswissenschaften und Wirtschaftswissenschaften an der FernUniversität Gesamthochschule Hagen.
Seine Diplomarbeit schrieb er 1993 an der Universität Halle, 1998 promovierte er an der FSU Jena zum Dr. phil.
Von September 1999 bis März 2001 hielt Dorschner eine Professur für Pflegewissenschaft an der Fachhochschule Aargau in der Schweiz inne. Im April 2001 wurde er auf eine Professur an die Ernst-Abbe-Fachhochschule Jena berufen. 2006 gründete Dorschner das Georg-Streiter-Institut für Pflegewissenschaft der Hochschule und übernahm dessen Leitung. Im Jahr 2014 wurde Dorschner schließlich Gründungsdekan des Fachbereichs Gesundheit und Pflege der Ernst-Abbe-Hochschule Jena. Er ist Studiengangsleitung im Fernstudiengang Master Pflegewissenschaft/ Pflegemanagement.
Dorschner war schon zu DDR-Zeiten in der römisch-katholischen Kirche aktiv. Von 1990 bis 1994 war er erster Beisitzer und Dezernent für Familie, Jugend, Freizeit und Sport der Stadt Jena. Er half in dieser Zeit dem Jugendclub Kassablanca, ein eigenes Domizil zu finden. Von 1995 bis 1999 war er als CDU-Politiker im Jenaer Stadtrat tätig. Dorschner ist erster Vorsitzender des katholischen Pflegeverbandes e.V., Landesgruppe Mitte-Ost. Er war Mitwirkender bei Christlichen Pflegekongressen und Herausgeber der Tagungsbände. Er ist zudem Mitglied der Deutschen Gesellschaft für Pflegewissenschaft (DGP). Gemeinsam mit Renate Stemmer veröffentlichte er 2006 ein Positionspapier der DGP zu pflegebezogenen Bachelor- und Masterstudiengängen.

## Werke
- Börje Holmberg, Stephan Dorschner: Pflegefernstudium an der Präsenzhochschule – Herausforderung und Chance. 1. Jenaer Symposium „Pflege und Fernstudium“. Taschenbuch – 124 Seiten – Fachhochschule Jena. Erscheinungsdatum: Dezember 1999. ISBN 3-932886-00-3
- Stephan Dorschner: Hildegard E. Peplau und die Theorie der psychodynamischen Pflege. In: Pflegewissenschaft. Heft 5, Jg. (2). hpsmedia, Hungen 1999, S. 1.
- Hermann Brandenburg, Stephan Dorschner: Pflegewissenschaft. 1. Lehr- und Arbeitsbuch zur Einführung in wissenschaftliches Denken in der Pflege. Unter Mitarbeit von Gerd Bekel, Volker Fenchel, Reinhard Lay, Meridean Maas, Marcel Remme und Janet Specht; Verlag Hans Huber, zweite Auflage, Bern 2006, ISBN 3-456-84161-2. 3. Auflage 2015.
- Stephan Dorschner (Hrsg.): Elisabeth bewegt – Christen in der Pflege. Tagungsband zum 1. Christlichen Pflegekongress vom 30. Oktober bis 1. November 2007 in Eisenach. Jenaer Akademische Verlagsgesellschaft, Jena 2007. Inhaltsverzeichnis
- Annette Messing-Sentpali, Stephan Dorschner: Christlich Pflegen – Eine Annäherung. Jenaer Akademische Verlagsgesellschaft, Jena 2007.
- Christiane Ritschel, Stephan Dorschner: Modellprojekt Pflegestützpunkt. In: Heilberufe. 60, 11. Springer, Berlin 2008, S. 60–61.
- Dorothee Bauernschmidt, Stephan Dorschner: Angehörige oder Zugehörige? – Versuch einer Begriffsanalyse. In: Pflege. 31, 6. Hogrefe, Bern 2018, S. 301–309.
- Hermann Brandenburg, Gerd Bekel, Stephan Dorschner (Hrsg.): Lehr- und Arbeitsbuch zur Einführung in wissenschaftliches Denken und Theorien in der Pflege. Hogrefe, Bern 2021. Inhaltsverzeichnis
- Stephan Dorschner: Theorieentwicklung in der Pflege in Deutschland – Überblick und Perspektiven. In: PADUA. 17(3). Hogrefe, Bern 2022, S. 119–124.[13]